# Michael Rawson
Michael Arthur Rawson, meglio noto come Mike Rawson (Birmingham, 26 maggio 1934 – Birmingham, 26 ottobre 2000), è stato un mezzofondista britannico specializzato negli 800 metri piani.
Nel 1956 prese parte ai Giochi olimpici di Melbourne finendo la sua gara sugli 800 metri piani in semifinale. Nel 1958, gareggiando per l'Inghilterra, partecipò ai Giochi dell'Impero Britannico di Cardiff conquistando la medaglia di bronzo. Un mese dopo, ai campionati europei di atletica leggera di Stoccolma si laureò campione europeo degli 800 metri piani.

## Palmarès
| Anno                 | Manifestazione                | Sede                 | Evento               | Risultato            | Prestazione          | Note                 |
| Per la Gran Bretagna | Per la Gran Bretagna          | Per la Gran Bretagna | Per la Gran Bretagna | Per la Gran Bretagna | Per la Gran Bretagna | Per la Gran Bretagna |
| -------------------- | ----------------------------- | -------------------- | -------------------- | -------------------- | -------------------- | -------------------- |
| 1956                 | Giochi olimpici               | Melbourne            | 800 metri piani      | Semifinale           | 1'50"4               |                      |
| 1958                 | Europei                       | Stoccolma            | 800 metri piani      | Oro                  | 1'47"8               |                      |
| Per l'Inghilterra    |                               |                      |                      |                      |                      |                      |
| 1958                 | Giochi dell'Impero Britannico | Cardiff              | 880 yarde            | Bronzo               | 1'50"94              |                      |